# Schima brevipedicellata
Schima brevipedicellata är en tvåhjärtbladig växtart som beskrevs av Ho Tseng Chang. Schima brevipedicellata ingår i släktet Schima och familjen Theaceae. Inga underarter finns listade i Catalogue of Life.